# مارینوبوفاژنین
مارینوبوفاژنین (انگلیسی: Marinobufagenin) یک استروئید کاردیوتونیک بوفادیانولید است که آن را می‌توان در پلاسما و ادرار افراد مبتلا به انفارکتوس میوکارد، نارسایی کلیه و نارسایی قلبی یافت. همچنین توسط وزغ Bufo rubescens و سایر گونه‌های مرتبط مانند Bufo marinus ترشح می‌شود. این ماده یک منقبض کننده عروق است که اثراتی شبیه به دیجیتال‌ها دارد.